# Marcelo Tosatti
Marcelo Tosatti (Curitiba, 27 de mayo de 1982) es un desarrollador del núcleo Linux. Se convirtió en mantenedor de las series estables del núcleo 2.4 en noviembre del año 2001, reemplazando a Alan Cox, cuando tenía tan sólo 18 años, lanzando el núcleo 2.4.16 el 26 de noviembre. Tras el lanzamiento de la versión 2.4.33-rc3 el 27 de julio de 2006 dejó el cargo en favor de Willy Tarreau.
Nació en Curitiba, Brasil y trabajó para Conectiva durante seis años, en ese tiempo empezó a involucrarse en la programación del núcleo Linux. En julio de 2003 se marchó a vivir a Porto Alegre donde trabajó para la empresa Cyclades Corporation.
Desde mayo de 2006, Marcelo está trabajando para Red Hat, compañía en la que crea software para "Un portátil por niño", un proyecto de inclusión digital desarrollado por la organización sin ánimo de lucro One Laptop Per Child, que reúne al Massachusetts Institute of Technology, Red Hat y otros patrocinadores.
A partir de la versión del núcleo 2.6.32, Tosatti aparece listado como co-mantenedor de la Kernel-based Virtual Machine junto a Avi Kivity.